# Махачкалинский международный морской торговый порт
Махачкалинский международный морской торговый порт — морской порт, расположенный на западном побережье Каспийского моря. Является единственным незамерзающим портом России на Каспии. Находится на территории города Махачкалы.

## История
В 1859 году в Петровске началось строительство искусственной гавани и порта под руководством капитана и военного инженера Адольфа Даниловича Фалькенгагена. Официально порт был открыт 17 ноября 1870 года.

## Описание
Махачкалинский порт находится на торговом пути Европа-Кавказ-Азия (TRACECA). Способен принимать суда в течение всего года. Имеется сухогрузная гавань, включающая в себя железнодорожный паромный и автопаромный терминал.
Железнодорожная переправа порта рассчитана на паромы типа «Махачкала-1», «Петровск» и «Советский Дагестан». Нефтегавань порта оборудована средствами обработки танкеров грузоподъемностью до 10000 тонн и осадкой до 10 метров. На территории, примыкающей к порту, расположена нефтебаза, которая соединена с магистральным нефтепроводом Баку-Новороссийск.
Совместно с иранской стороной разрабатывается проект «Плавучий трубопровод»: крупнотоннажными судами через Махачкалинский порт будет осуществляться промышленная транспортировка нефти в иранский порт Нека.
Планируется включить порт в структуру международного транспортного коридора «Север — Юг».
Построена первая очередь железнодорожной паромной переправы пропускной способностью 20440 вагонов в год, которая обеспечивает прямое железнодорожное сообщение с портами Казахстана (порт Актау) и Туркмении (порт Туркменбаши) и, в перспективе — Ирана (порт Амирабад).
В оперативном управлении Махачкалинского порта сегодня находятся 18 транспортных судов, общим дедвейтом 90,5 тыс. т, в том числе паромы типа «Махачкала-1», построенные на судостроительной верфи «Ульяник» (Хорватия), вместимостью 52 железнодорожных вагона каждый.
В рамках международного транспортного коридора «Север — Юг» Минтранс России планирует увеличение пропускной способности порта до 15 млн т в год, в том числе по нефтеналивным грузам до 10 млн т в год. К 2024 году ожидается завершение строительства терминала по перевалке 1,5 миллиона тонн зерна в год и элеватора на 40 тысяч тонн.